# Jim Kyte
James G. "Jim" Kyte, född 21 mars 1964 i Ottawa, är en kanadensisk före detta professionell ishockeyback som tillbringade 13 säsonger i den nordamerikanska ishockeyligan National Hockey League (NHL), där han spelade för ishockeyorganisationerna Winnipeg Jets, Pittsburgh Penguins, Calgary Flames, Ottawa Senators och San Jose Sharks. Han producerade 66 poäng (17 mål och 49 assists) samt drog på sig 1 342 utvisningsminuter på 598 grundspelsmatcher. Kyte spelade också för New Haven Senators i American Hockey League (AHL), Muskegon Lumberjacks, Las Vegas Thunder och Kansas City Blades i International Hockey League (IHL) och Cornwall Royals i Ontario Hockey League (OHL).
Han draftades av Winnipeg Jets i första rundan i 1982 års draft som tolfte spelare totalt.
Kyte är NHL:s första och enda döva ishockeyspelare som har spelat i ligan. Han bar hörapparater och hade specialkonstruerade hjälmar för att skydda dessa. Han har sagt i intervjuer att han fick oftast ta hjälp av att titta på reflektionerna på plexiglasen för att kunna se vart motståndarna var som var bakom honom samt att hela tiden räkna spelare på isen.
Efter den aktiva spelarkarriären avlade han en master of business administration vid Royal Roads University och arbetat sedan 2000 för utbildningsinstitutionen Algonquin College. Sedan 2014 är han dekanus för Algonquin College's School of Hospitality and Tourism.

## Statistik
| 1980–1981  | Hawkesbury Hawks        | CJHL       | 42  | 2  | 24 | 26 | 133  | —  | — | — | — | —  |
| 1981–1982  | Cornwall Royals         | OHL        | 52  | 4  | 13 | 17 | 148  | 5  | 0 | 0 | 0 | 10 |
| 1982–1983  | Winnipeg Jets           | NHL        | 2   | 0  | 0  | 0  | 0    | —  | — | — | — | —  |
|            | Cornwall Royals         | OHL        | 65  | 6  | 30 | 36 | 195  | 8  | 0 | 2 | 2 | 24 |
| 1983–1984  | Winnipeg Jets           | NHL        | 58  | 1  | 2  | 3  | 55   | 3  | 0 | 0 | 0 | 11 |
| 1984–1985  | Winnipeg Jets           | NHL        | 71  | 0  | 3  | 3  | 111  | 8  | 0 | 0 | 0 | 14 |
| 1985–1986  | Winnipeg Jets           | NHL        | 71  | 1  | 3  | 4  | 126  | 3  | 0 | 0 | 0 | 12 |
| 1986–1987  | Winnipeg Jets           | NHL        | 72  | 5  | 5  | 10 | 162  | 10 | 0 | 4 | 4 | 36 |
| 1987–1988  | Winnipeg Jets           | NHL        | 51  | 1  | 3  | 4  | 128  | —  | — | — | — | —  |
| 1988–1989  | Winnipeg Jets           | NHL        | 74  | 3  | 9  | 12 | 190  | —  | — | — | — | —  |
| 1989–1990  | Pittsburgh Penguins     | NHL        | 56  | 3  | 1  | 4  | 125  | —  | — | — | — | —  |
| 1990–1991  | Pittsburgh Penguins     | NHL        | 1   | 0  | 0  | 0  | 2    | —  | — | — | — | —  |
|            | Muskegon Lumberjacks    | IHL        | 25  | 2  | 5  | 7  | 157  | —  | — | — | — | —  |
|            | Calgary Flames          | NHL        | 42  | 0  | 9  | 9  | 153  | 7  | 0 | 0 | 0 | 7  |
| 1991–1992  | Calgary Flames          | NHL        | 21  | 0  | 1  | 1  | 107  | —  | — | — | — | —  |
|            | Salt Lake Golden Eagles | IHL        | 6   | 0  | 1  | 1  | 9    | —  | — | — | — | —  |
| 1992–1993  | Ottawa Senators         | NHL        | 4   | 0  | 1  | 1  | 4    | —  | — | — | — | —  |
|            | New Haven Senators      | AHL        | 63  | 6  | 18 | 24 | 163  | —  | — | — | — | —  |
| 1993–1994  | Las Vegas Thunder       | IHL        | 75  | 2  | 16 | 18 | 246  | 4  | 0 | 1 | 1 | 51 |
| 1994–1995  | San Jose Sharks         | NHL        | 18  | 2  | 5  | 7  | 33   | 11 | 0 | 2 | 2 | 14 |
|            | Las Vegas Thunder       | IHL        | 76  | 3  | 17 | 20 | 195  | —  | — | — | — | —  |
| 1995–1996  | San Jose Sharks         | NHL        | 57  | 1  | 7  | 8  | 146  | —  | — | — | — | —  |
| 1996–1997  | Kansas City Blades      | IHL        | 76  | 3  | 8  | 11 | 259  | 3  | 0 | 0 | 0 | 2  |
| NHL totalt | NHL totalt              | NHL totalt | 598 | 17 | 49 | 66 | 1342 | 42 | 0 | 6 | 6 | 94 |
| IHL totalt | IHL totalt              | IHL totalt | 258 | 10 | 47 | 57 | 866  | 7  | 0 | 1 | 1 | 53 |
| OHL totalt | OHL totalt              | OHL totalt | 117 | 10 | 43 | 53 | 343  | 13 | 0 | 2 | 2 | 34 |